# Pseudapis siamensis
Pseudapis siamensis is een vliesvleugelig insect uit de familie Halictidae. De wetenschappelijke naam van de soort is voor het eerst geldig gepubliceerd in 1929 door Cockerell.